# 間質液
| 全水分量42ℓ | 細胞外液14ℓ | 血漿（血管内）2.8ℓ |
| 全水分量42ℓ | 細胞外液14ℓ | 間質液11.2ℓ        |
| 全水分量42ℓ | 細胞内液28ℓ |                    |

間質液（かんしつえき）とは、多細胞生物の組織において細胞を浸す液体であり、細胞外液のうち血液とリンパ管の中を流れるリンパ液を除く体液である。組織液・細胞間液・細胞間リンパ液とも呼ばれる。血液により運ばれた酸素やタンパク質などの物質は毛細血管壁を介して間質液へと拡散した後、間質液から組織の細胞へと拡散する。
リンパ管内の体液のみをリンパ液と言う場合もあるが、間質液との明瞭な区別はなく、海外では間質液をリンパ液と呼ぶことが多い。
間質液は血管膜を通して膠質浸透圧と筋などの圧力の変動によって静脈に主に水分と血液ガスが再吸収され、タンパク質や老廃物、ウイルスやガン細胞などの異物など
分子量の大きいものは、リンパ管に吸収される。
ヒト1人の体内には平均11リットルの間質液が含まれ、細胞へ栄養素と酸素を運ぶとともに老廃物や二酸化炭素を運び去っている。

## 成分
タンパク質・アミノ酸・糖類・脂肪酸・コエンザイム・ホルモン・神経伝達物質・電解質および細胞からの老廃物を含んだ水溶液である。
組織内の細胞と血液との交換によって成分が変化するため、体の部位ごとに成分は異なる。
血液の全ての成分が組織側へ染み出すわけではないため、血液と間質液の成分は異なる。赤血球・血小板・血漿タンパク質は毛細血管の壁をあまり通過できない。したがって血漿が間質液の主成分となり、他に白血球の一種であるリンパ球も含まれる。炎症が起こると血管壁透過性が亢進し血小板や白血球が血管壁を通常より多く通過する。

## 生成と吸収

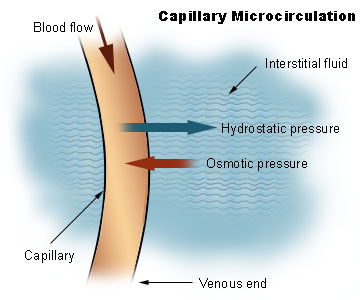

血液の代表的な成分である血漿は、毛細血管の血管内皮にある細胞間の間隙を通して間質液と自由に混ざり合う。このため、血漿と間質液の成分は非常に近い。

### 生成
心臓によって静水圧が起こされ、毛細血管から水分が押し出される。
大きな溶質は毛細血管壁をあまり通過できないため、浸透圧の差ができる。水分は浸透圧の低い側から高い側へと化学平衡に達するまで移動する。これにより水分は血管内へと戻る。血液は毛細血管内を常に流れているため、化学平衡に達することはなく水分の移動は起こり続ける。
毛細血管の部位によって2つの力のバランスは違いがある。毛細血管動脈側では静水圧が浸透圧よりも大きいため、全流束としては水分・溶質が間質液側へ流れる向きとなる。毛細血管静脈側では血管内圧が低くなるため膠質浸透圧の圧が強くなり、全流束は物質が毛細血管側へ戻る向きとなる。この違いは血流の向きと、間質液へと流れ込む水分の全流束が起こす溶質の不均衡とによるものである。

### 吸収
静脈とリンパ系が間質液の循環の役割を担っている。静脈に再吸収され余ったタンパク質などの高分子を含む細胞間リンパ液はリンパ管の切れ目を通過し、リンパ節をへて最終的には静脈へと還される。
間質液の循環が不調をきたすと、重力の影響によって足やかかとに象皮病などでみられるような浮腫を起こすことがある。